# 3a etapa del Tour de França de 2015
La 3ª etapa del Tour de França de 2015 es disputà el dilluns 6 de juliol de 2015 sobre un recorregut de 159,5 km entre les viles belgues d'Anvers i Huy.
L'etapa va ser guanyada pel paretà Joaquim Rodríguez (Team Katusha), que d'aquesta manera aconseguia la seva segona victòria al Tour després de l'aconseguida el 2010, mentre Christopher Froome (Team Sky) passava a liderar la classificació general. Amb tot, l'etapa va quedar marcada per una impressionant caiguda a manca de 50 quilòmetres que obligà a la direcció del Tour a neutralitzar la cursa per la impossibilitat de donar assistència mèdica a tots els ferits, una cosa mai vista en la història del Tour.

## Recorregut

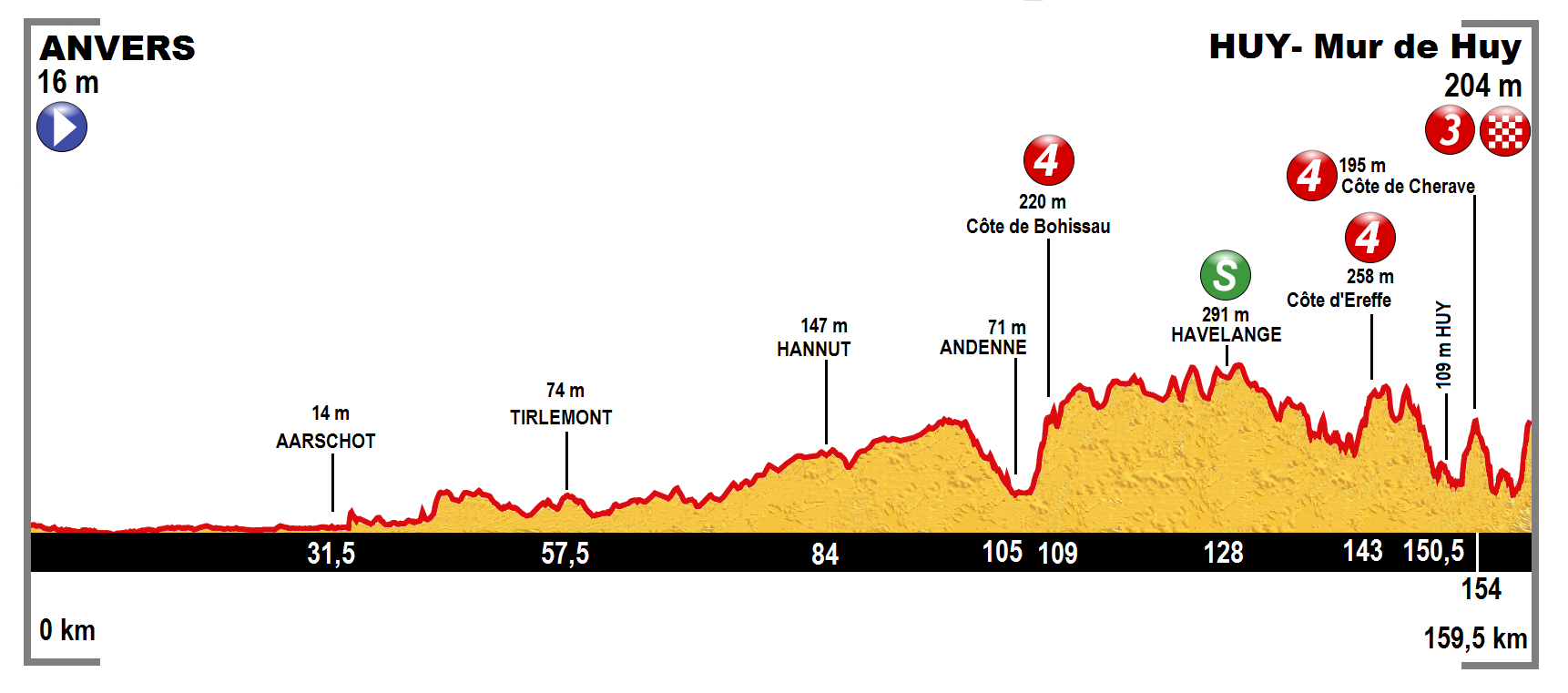
Perfil de la 3a etapa

La tercera etapa d'aquesta edició transcorre entre les ciutats belgues d'Anvers i Huy. L'etapa, pròpiament dita, comença a Boechout, una vegada finalitzada la neutralització, al sud-oest d'Anvers, per dirigir-se cap a Lier, Aarschot, Tienen i Hannut. Poc després d'Andenne (km 105) comença la primera dificultat muntanyosa de la present edició del Tour, la Cota de Bohissau, de quarta categoria (km 109). L'esprint intermedi d'Havelange (km 128), dona pas a uns darrers 30 quilòmetres en què s'han de superar tres cotes més, la Cota d'Ereffe i de Cherave, de quarta categoria, als afores de Huy, i l'ascensió final al mur de Huy, una cota de tan sols 1,3 quilòmetres de llargada, però amb rampes de fins al 19% en la pert final del recorregut. Durant el recorregut es passa per les províncies belgues d'Anvers, Brabant Flamenc, Brabant Való, Lieja i Namur.

## Desenvolupament de l'etapa
Només finalitzar el recorregut neutralitzat, Bryan Nauleau (Team Europcar) llançà el primer atac, el qual fou seguit per Serge Pauwels (MTN Qhubeka), Jan Barta (Bora-Argon 18) i Martin Elmiger (IAM Cycling). El quatre foren sempre controlats pel gran grup, i la seva màxima diferència fou de tan sols tres minuts i mig abans no comencés a veure's reduïda la diferència. En aproximar-se a la cota de Bohissau, en un tram de descens vers Andenne, i quan els escapats estaven a punt de ser neutralitzats, es produí una multitudinària caiguda quan William Bonnet va fer l'afilador amb un altre ciclista i fins a una vintena de ciclistes anaren a terra. Quatre ciclistes es veieren obligats a abandonar a l'instant, entre ells el mallot blanc Tom Dumoulin i el mateix Bonnet, amb una lesió cervical. El mallot groc, Fabian Cancellara, també va caure i, tot i que va poder continuar en carrera, no va poder defensar el liderat i va perdre més de 10 minuts a la fi de l'etapa. Poc després de la caiguda el director de la cursa Christian Prudhomme va decretar la neutralització de la cursa durant un quart d'hora per la manca d'efectius mèdics, tots dedicats a curar els nombrosos ferits. La cursa es va reprendre neutralitzada en l'ascensió a la cota de Bohissau, que no va comptar pel gran premi de la muntanya. El Team Tinkoff-Saxo va ser l'equip que va passar a comandar el gran grup amb la represa de la lluita per tal d'evitar problemes al seu cap de files. En l'ascensió final al mur de Huy, Chris Froome fou el primer a imprimir un fort ritme a 500 metres de meta, però poc després fou superat per Joaquim Rodríguez, que acabà guanyant l'etapa, amb el mateix temps que Froome. Froome passà a liderar la cursa, Peter Sagan passà a liderar la classificació dels joves i el "Purito" el de la muntanya.

## Resultats

### Classificació de l'etapa
|    | Ciclista                 | Equip                 | Temps      |
| -- | ------------------------ | --------------------- | ---------- |
| 1  | Joaquim Rodríguez (CAT)  | Team Katusha          | 3h 26' 54" |
| 2  | Chris Froome (GBR)       | Team Sky              | m. t.      |
| 3  | Alexis Vuillermoz (FRA)  | AG2R La Mondiale      | + 4"       |
| 4  | Daniel Martin (IRE)      | Cannondale-Garmin     | + 5"       |
| 5  | Tony Gallopin (FRA)      | Lotto Soudal          | + 8"       |
| 6  | Tejay van Garderen (USA) | BMC Racing Team       | + 11"      |
| 7  | Vincenzo Nibali (ITA)    | Astana Qazaqstan Team | + 11"      |
| 8  | Simon Yates (GBR)        | Orica-GreenEDGE       | + 11"      |
| 9  | Nairo Quintana (COL)     | Movistar Team         | + 11"      |
| 10 | Bauke Mollema (NED)      | Trek Factory Racing   | + 11"      |

### Punts atribuïts
| 1r  | André Greipel (GER)      | Lotto Soudal       | 20 pts |
| 2n  | John Degenkolb (GER)     | Team Giant-Alpecin | 17 pts |
| 3r  | Nacer Bouhanni (FRA)     | Cofidis            | 15 pts |
| 4t  | Bryan Coquard (FRA)      | Team Europcar      | 13 pts |
| 5è  | Mark Cavendish (GBR)     | Etixx-Quick Step   | 11 pts |
| 6è  | Geoffrey Soupe (FRA)     | Cofidis            | 10 pts |
| 7è  | Peter Sagan (SVK)        | Team Tinkoff-Saxo  | 9 pts  |
| 8è  | Roy Curvers (NED)        | Team Giant-Alpecin | 8 pts  |
| 9è  | Roman Kreuziger (CZE)    | Team Tinkoff-Saxo  | 7 pts  |
| 10è | Warren Barguil (FRA)     | Team Giant-Alpecin | 6 pts  |
| 11è | Kristijan Koren (SLO)    | Cannondale-Garmin  | 5 pts  |
| 12è | Nicolas Roche (IRL)      | Team Sky           | 4 pts  |
| 13è | Christopher Froome (GBR) | Team Sky           | 3 pts  |
| 14è | Matteo Trentin (ITA)     | Etixx-Quick Step   | 2 pts  |
| 15è | Jack Bauer (NZL)         | Cannondale-Garmin  | 1 pt   |

| 1r  | Joaquim Rodríguez (CAT)  | Team Katusha          | 30 pts |
| 2n  | Christopher Froome (GBR) | Team Sky              | 25 pts |
| 3r  | Alexis Vuillermoz (FRA)  | AG2R La Mondiale      | 22 pts |
| 4t  | Daniel Martin (IRL)      | Cannondale-Garmin     | 19 pts |
| 5è  | Tony Gallopin (FRA)      | Lotto Soudal          | 17 pts |
| 6è  | Tejay van Garderen (USA) | BMC Racing Team       | 15 pts |
| 7è  | Vincenzo Nibali (ITA)    | Astana Qazaqstan Team | 13 pts |
| 8è  | Simon Yates (AUS)        | Orica-GreenEDGE       | 11 pts |
| 9è  | Nairo Quintana (COL)     | Movistar Team         | 9 pts  |
| 10è | Bauke Mollema (NED)      | Trek Factory Racing   | 7 pts  |
| 11è | Alejandro Valverde (ESP) | Movistar Team         | 6 pts  |
| 12è | Alberto Contador (ESP)   | Team Tinkoff-Saxo     | 5 pts  |
| 13è | Julián Arredondo (COL)   | Trek Factory Racing   | 4 pts  |
| 14è | Robert Gesink (NED)      | Team LottoNL-Jumbo    | 3 pts  |
| 15è | Greg Van Avermaet (BEL)  | BMC Racing Team       | 2 pt   |

### Colls i cotes
| 1r | cursa neutralitzada |

| 1r | Michael Schär (SUI) | BMC Racing Team | 1 pt |

| 1r | Rafał Majka (POL) | Team Tinkoff-Saxo | 1 pt |

| 1r | Joaquim Rodríguez (CAT)  | Team Katusha | 2 pts |
| 2n | Christopher Froome (GBR) | Team Sky     | 1 pt  |

## Classificacions a la fi de l'etapa

### Classificació general
|    | Ciclista                 | Equip             | Temps      |
| -- | ------------------------ | ----------------- | ---------- |
| 1  | Chris Froome (GBR)       | Team Sky          | 7h 11' 37" |
| 2  | Tony Martin (GER)        | Etixx-Quick Step  | + 1"       |
| 3  | Tejay van Garderen (USA) | BMC Racing Team   | + 13"      |
| 4  | Tony Gallopin (FRA)      | Lotto Soudal      | + 26"      |
| 5  | Greg Van Avermaet (BEL)  | BMC Racing Team   | + 28"      |
| 6  | Peter Sagan (SVK)        | Team Tinkoff-Saxo | + 31"      |
| 7  | Rigoberto Urán (COL)     | Etixx-Quick Step  | + 34"      |
| 8  | Alberto Contador (ESP)   | Team Tinkoff-Saxo | + 36"      |
| 9  | Geraint Thomas (GBR)     | Team Sky          | + 1' 03"   |
| 10 | Zdeněk Štybar (CZE)      | Etixx-Quick Step  | + 1' 04"   |

### Classificació per punts
|   | Ciclista                 | Equip             | Punts |
| - | ------------------------ | ----------------- | ----- |
| 1 | André Greipel (GER)      | Lotto Soudal      | 75    |
| 2 | Peter Sagan (SVK)        | Team Tinkoff-Saxo | 48    |
| 3 | Christopher Froome (GBR) | Team Sky          | 40    |

### Classificació de la muntanya
|   | Ciclista                | Equip             | Punts |
| - | ----------------------- | ----------------- | ----- |
| 1 | Joaquim Rodríguez (CAT) | Team Katusha      | 2     |
| 2 | Rafał Majka (POL)       | Team Tinkoff-Saxo | 1     |
| 3 | Michael Schär (SUI)     | BMC Racing Team   | 1     |

### Classificació del millor jove
|   | Ciclista             | Equip              | Temps      |
| - | -------------------- | ------------------ | ---------- |
| 1 | Peter Sagan (SVK)    | Team Tinkoff-Saxo  | 7h 12' 08" |
| 2 | Warren Barguil (FRA) | Team Giant-Alpecin | + 36"      |
| 3 | Nairo Quintana (COL) | Movistar Team      | + 1' 25"   |

### Classificació per equips
|    | Equip            | Temps       |
| -- | ---------------- | ----------- |
| 1r | BMC Racing Team  | 21h 35' 52" |
| 2n | Etixx-Quick Step | + 27"       |
| 3r | Team Sky         | + 1' 43"    |

## Abandonaments
- William Bonnet (FRA) (FDJ). Abandona per caiguda.[11]
- Simon Gerrans (AUS) (Orica-GreenEDGE). Abandona per caiguda.[5]
- Tom Dumoulin (NED) (Team Giant-Alpecin). Abandona per caiguda.[5]
- Dmitry Kozontchuk (RUS) (Team Katusha). Abandona per caiguda.[6]